# Boscos humits de la costa de Malabar
Els boscos humits de la costa de Malabar són una ecoregió de l'ecozona indo-malaia, definida pel WWF, que s'estén pel sud-oest de l'Índia (codi d’ecoregió: IM0124).

## Territori
Aquesta ecoregió inclou els boscos de fulla perenne que s'estenen al llarg de la costa de Malabar, una fina franja de terra entre l'oceà Índic a l'oest i els turons de vora 250 m d'altitud que envolten els Ghats Occidentals a l'est. S'estén pels estats indis de Kerala, Karnataka i Maharashtra.
Des d’un punt de vista geològic, l'Altiplà de Dècan –i en conseqüència aquesta ecoregió– és un fragment de Gondwana. La cadena de Ghats Occidentals es va aixecar després que la placa índia es va separar del continent sud i es va desplaçar cap al nord per unir-se després al continent euroasiàtic. Aquestes muntanyes van començar a interceptar les pluges del monsó del sud-oest, creant condicions més humides als vessants occidentals de la cadena i condicions més àrides a les de l'est.
El monsó sud-oest aporta més de 2.500 m de pluja anual a l'ecoregió, afectant així la seva vegetació. Les parts meridionals de l'ecoregió, a l'estat de Kerala, reben una major quantitat de pluges i, per tant, la vegetació, de tipus tropical humit de fulla perenne al sud, tendeix a les condicions de major aridesa en avançant cap al nord.

## Flora
La vegetació original al llarg de la costa oest de la península de Dècan era de tipus perenne tropical, però els boscos es van substituir o intercalar en bona part amb plantacions de tec, donant a la vegetació un caràcter semi-decidu; Ara es considera que la teca és un indicador d’un estadi secundari de la vegetació o de la presència de plantacions.
Els boscos d’aquesta ecoregió es caracteritzen per espècies com Tetrameles nudiflora, Stereospermum tetragonum, Dysoxylum gotadhora, Ficus nervosa, Ficus racemosa, Pterocarpus marsupium, Bombax ceiba, Terminalia bellirica, Terminalia tomentosa, Anogeissus latifolia, Dalbergia latifolia, Latifolia latifolia, Lorragia latifolia pinnata, Syzygium cumini, Olea dioica, Xantolis tomentosa, Bridelia retusa, Mangifera spp. i Actinodaphne gullavara. Generalment hi ha una capa intermèdia d’Erythrina variegata, Butea monosperma, Wrightia tinctoria, Bauhinia racemosa i Ziziphus rugosa i una capa arbustiva de Flacourtia spp., Woodfordia fruticosa, Meyna laxiflora i Carissa spinarum. Al llarg de la costa nord de Karnataka, algunes zones de bosc caducifoli humit estan formades per associacions de Lagerstroemia microcarpa, Tectona grandis i Dillenia pentagyna, pròpies de les condicions climàtiques més seques. Els pantans de Myristica i les llacunes interiors representen diferents tipus d’hàbitat dins d’aquesta ecoregió, actualment en perill greu.

## Fauna
Els mamífers de l'ecoregió, representats per noranta-set espècies, inclouen cinc espècies gairebé endèmiques: la musaranya de Day (Suncus dayi), el langur dels Nilgiris (Trachypithecus johnii), la civeta de Malabar (Viverra civettina), la civeta de palmera de Jerdon (Paradoxurus jerdoni) i l'esquirol volador de Travancore (Petinomys fuscocapillus) - i un petit rosegador estrictament endèmic - el múrid (Rattus ranjiniae). Les espècies gairebé endèmiques es comparteixen amb les ecoregió que s'estenen al llarg dels Ghats occidentals. Moltes de les altres espècies presents aquí, especialment les de grans mamífers, estan molt esteses a tot el subcontinent indi, tot i que avui es troben en perill d’extinció, com l'elefant asiàtic (Elephas maximus), el gaur (Bos gaurus), el loris esvelt gris (Loris lydekkerianus), el gos salvatge asiàtic (Cuon alpinus), l'os morrut (Melursus ursinus), civeta palmada marró (Paradoxurus jerdoni) i l'esquirol gegant de Sri Lanka (Ratufa macroura).

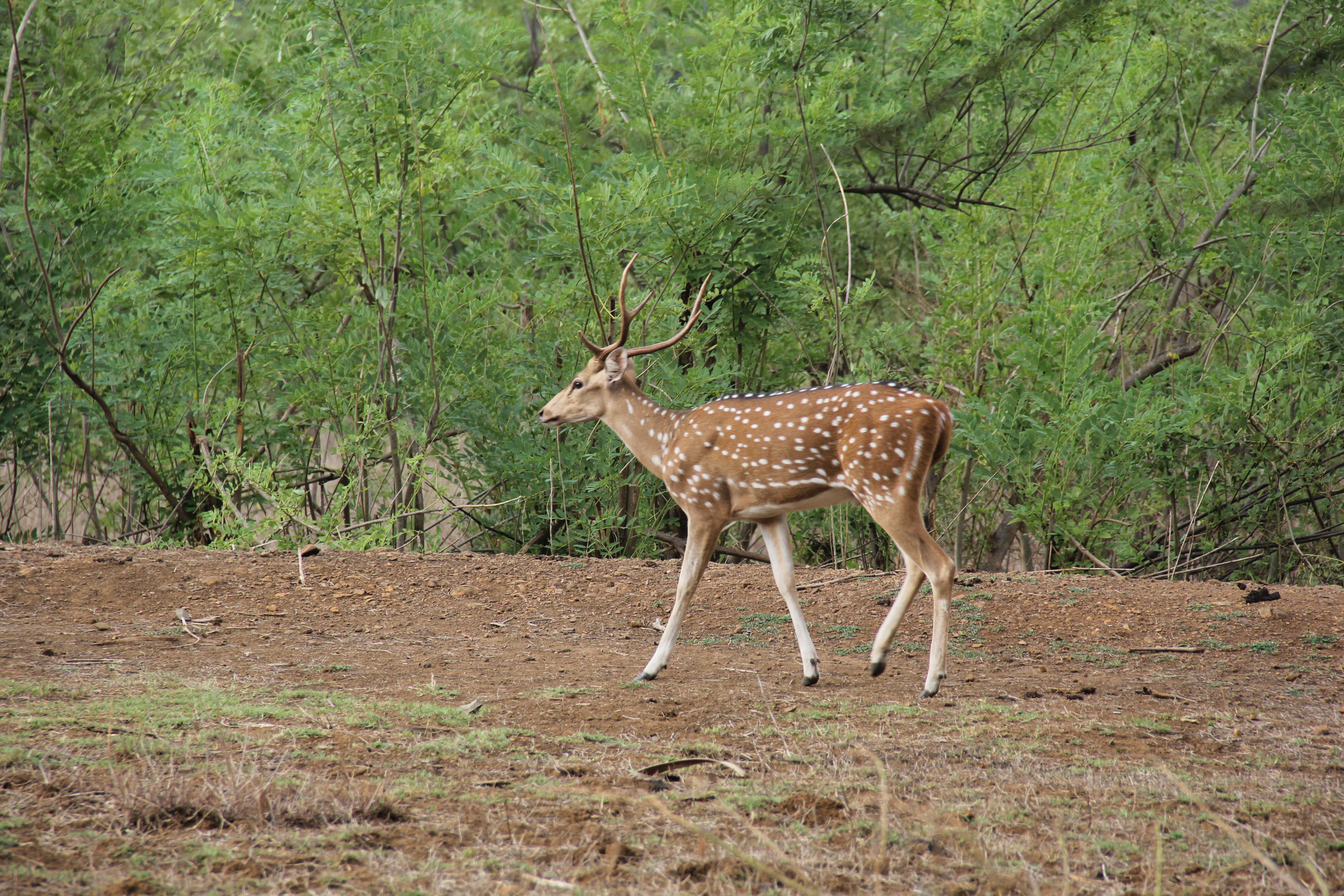
Axis a l'Índia.

L’hàbitat d’aquesta ecoregió està massa fragmentat per allotjar poblacions vitals d’espècies acostumades a viatjar grans distàncies, com els tigres (Panthera tigris). Els elefants ja no recorren els boscos d'aquesta ecoregió, tot i que una de les poblacions més nombroses de l'Índia pobla els turons de Nelliampathi, al costat del sector sud d'aquesta ecoregió.
L'ecoregió acull 200 espècies d’ocells, incloent-hi una forma gairebé endèmica, el buceròtid (Ocyceros griseus), també present a les ecoregions de submontà i muntanya dels Ghats Occidentals. També hi són presents altres espècies rares, com el sisó emplomallat (Sypheotides indicus), una espècie típica de les extensions herboses i amenaçada a nivell mundial la franja que es troba al llarg d’aquesta ecoregió. Altres espècies, com l'àlic roig (Phoenicopterus roseus), el calau gris de l'Índia (Ocyceros birostris) i el calau bicorne (Buceros bicornis), encara que no estan amenaçats, són especialment sensibles a les activitats humanes i necessitarien més mesures de protecció.

## Conservació
Més del 95% de la vegetació original de l'ecoregió ha estat destruïda o convertida. Els boscos del sud s'han convertit en plantacions de coco i arròs, i els del nord en plantacions de tec, palissandre i cautxú. Actualment no hi ha grans zones d’hàbitat forestal intacte, tot i que la població local ha conservat diversos fragments de bosc més petits com a boscos sagrats.
Les tres àrees protegides d'aquesta ecoregió cobreixen només 300 km² (menys de l'1% de la superfície total). Tots són petits, de mitjana, només 100 km². En la seva valoració, Rodgers i Panwar (1988) van indicar que l'objectiu nacional d’un llindar del 5% no seria possible per a aquests boscos costaners.